# بيتر كارجيل
بيتر كارجيل (بالإنجليزية: Peter Cargill)‏ (مواليد 2 مارس 1964) هو لاعب كرة قدم.
| تاريخ الولادة = 2 مارس 1964
| مكان الولادة = أبرشية القديس آن ‏, جامايكا
| تاريخ الوفاة = 15 أبريل 2005 (41 سنة)

| مكان الوفاة = أبرشية القديس آن ‏, جامايكا
| الطول = 1.73 م (5 قدم 8 بوصة)
| المركز = لاعب وسط (كرة قدم)
| سنوات_الشباب1 = 1982
| أندية_الشباب1 = Camperdown High School
| سنوات1 = 1982–1984
| سنوات2 = 1984–1985
| سنوات3 = 1985–1986
| سنوات4 = 1986–1987
| سنوات5 = 1987–1994
| سنوات6 = 1994–1995
| سنوات7 = 1996–1999
| أندية 1 = نادي هاربور فيو
| أندية 2 = Swallowfield F.C.
| أندية 3 = CC Lions
| أندية 4 = نادي بورتمور يونايتد
| أندية 5 = مكابي نتانيا
| أندية 6 = هبوعيل بتاح تكفا ‏
| أندية 7 = نادي هاربور فيو
| مباريات1 =
| مباريات2 =
| مباريات3 =
| مباريات4 =
| مباريات5 = 196
| مباريات6 = 27
| مباريات7 =
| أهداف1 =
| أهداف2 =
| أهداف3 =
| أهداف4 =
| أهداف5 = 4
| أهداف6 = 0
| أهداف7 =
| سنوات_وطنية1 = 1984–1998
| منتخب_وطني1 = منتخب جامايكا لكرة القدم
| مباريات_وطنية1 = 84
| أهداف_وطنية1 = 3
| سنوات_مدرب1 = 2000–2004
| أندية_مدرب1 = منتخب جامايكا لكرة القدم (assistant manager)
| سنوات_مدرب2 = 2004–2005
| أندية_مدرب2 = نادي ووتر هاوس
}}</ref> يلعب مع منتخب جامايكا لكرة القدم. سبق له أن لعب في كأس العالم لكرة القدم مع منتخب بلاده.

## روابط خارجية
- بيتر كارجيل على موقع قاعدة بيانات كرة القدم.إي يو (الإنجليزية)
- بيتر كارجيل على موقع ليكيب (الفرنسية)
- بيتر كارجيل على موقع ناشيونال فوتبول تيمز (الإنجليزية)
- بيتر كارجيل على موقع Soccerbase.com (لاعب) (الإنجليزية)